# Chthonius grafittii
Chthonius grafittii är en spindeldjursart som beskrevs av Giulio Gardini 1981. Chthonius grafittii ingår i släktet Chthonius och familjen käkklokrypare. Inga underarter finns listade i Catalogue of Life.